# 反砂堆
反砂堆（はんさたい）またはアンチデューン（英語: Antidune）とは、その波長や波高が水深のスケールに規定される、小規模河床形態（河床波）のひとつである。
砂堆とは異なり、河川の流れが平均的に射流で、フルード数がある臨界値を超える場合に河床に形成される。
反砂堆では水流が剥離することがほとんどなく、そのため形状はクレスト（峰）を中心に左右対称のなめらかな波形となる。
また反砂堆の河床波は一般に非定常性が強く、発達と減衰を繰り返すことがある。
反砂堆は、砂堆とは異なり、ほとんどの場合、上流側へ伝播する。
これは、クレストを過ぎた下流側斜面で砂が活発に移動し、上流側斜面では砂が堆積するためである。